# Amina Bettiche
Amina Bettiche (sinh ngày 14 tháng 12 năm 1987) là một vận động viên leo dốc người Algérie. Bettiche giành huy chương vàng tại Đại hội Thể thao Địa Trung Hải 2013.

## Giải đấu quốc tế
| Năm  | Giải đấu                 | Địa điểm         | Thứ hạng | Nội dung            | Chú thích  |
| ---- | ------------------------ | ---------------- | -------- | ------------------- | ---------- |
| 2013 | Mediterranean Games      | Mersin, Turkey   | 1st      | 3000 m steeplechase | 9:40.71 GR |
| 2017 | Islamic Solidarity Games | Baku, Azerbaijan | 2nd      | 3000 m steeplechase | 9:25.90 NR |